# Hersilia alluaudi
Hersilia alluaudi là một loài nhện trong họ Hersiliidae.
Loài này thuộc chi Hersilia. Hersilia alluaudi được miêu tả năm 1919 bởi Lucien Berland.